# Sint-Martinuskerk (Düren-Birgel)
De Sint-Martinuskerk (Duits: St. Martinuskirche) is een rooms-katholiek kerkgebouw in Birgel, een stadsdeel van de Duitse stad Düren (Noordrijn-Westfalen).

## Geschiedenis

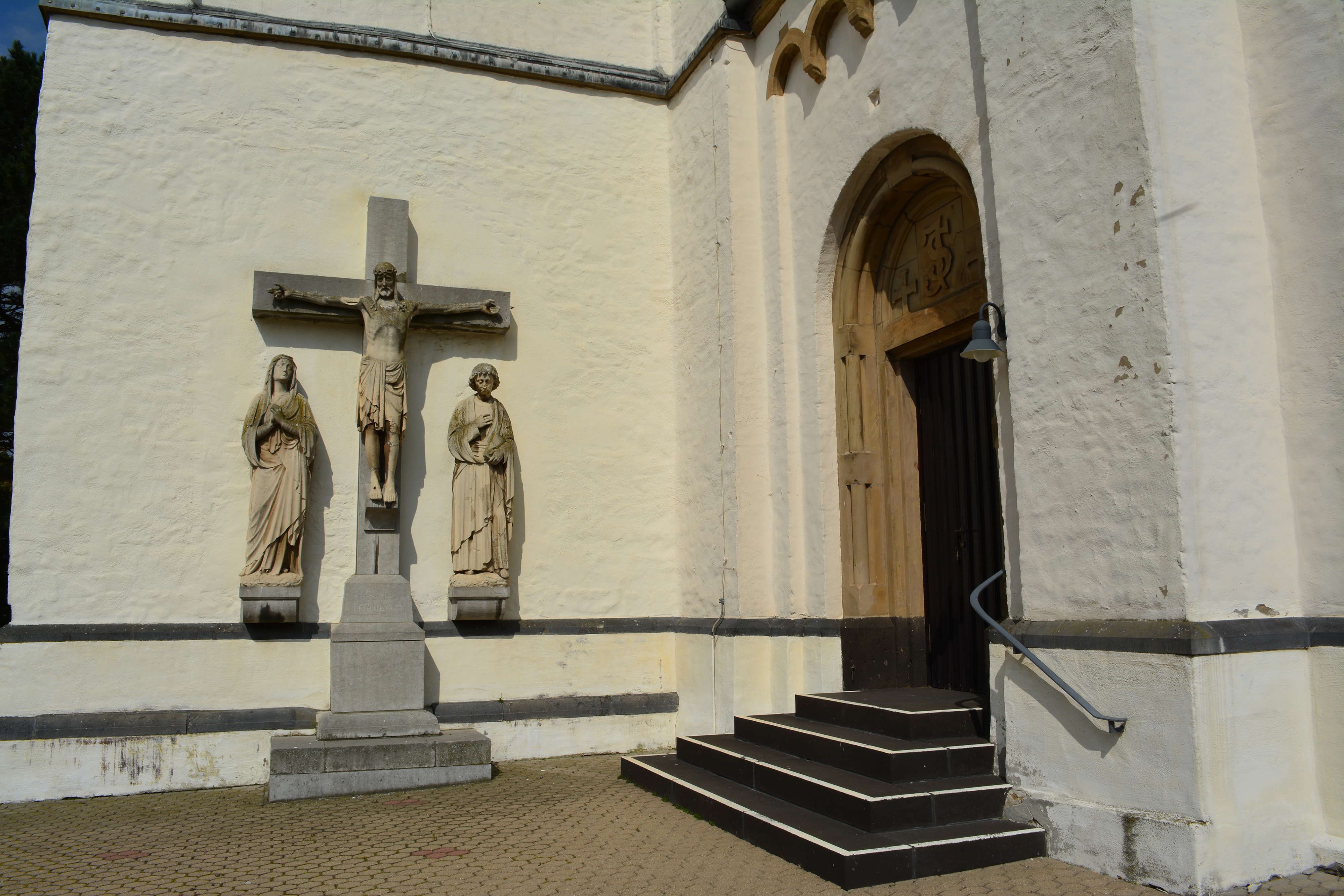
Kruisigingsgroep

De parochiekerk Sint-Martinus werd in de jaren 1902-1903 in neoromaanse stijl gebouwd. De wijding van het gebouw aan de heilige Martinus vond plaats op 22 juni 1907. De basiliek werd van vuil gesteente opgetrokken. De 34 meter lange en 18,16 meter brede kerk heeft fraaie ramen.
Tijdens de Tweede Wereldoorlog leed het gebouw aanzienlijke schade. Na de oorlog werd het godshuis door de inzet van vrijwilligers hersteld en vervolgens wit geschilderd. De bovenste verdieping van de toren en het tentdak dateren van na de oorlog. In de jaren 1966-1968 werd de kerk gerestaureerd.
Bij de ingang van de kerk hangt een ereteken met de beeltenis van de heilige Maagd en de namen van de oorlogsslachtoffers uit de beide wereldoorlogen. Het inschrift luidt: Betet für die Opfer der Kriege | Sie mögen ruhen im Frieden.